# Aconura volgensis
Aconura volgensis är en insektsart som beskrevs av Lethierry 1876. Aconura volgensis ingår i släktet Aconura och familjen dvärgstritar. Inga underarter finns listade i Catalogue of Life.